# Samuel Lockhart
Pour les articles homonymes, voir Lockhart.
Samuel, dit Sam Lockhart, né en 1851 à Leamington Spa où il est mort en 1933, est un dresseur d'éléphants britannique.

## Biographie

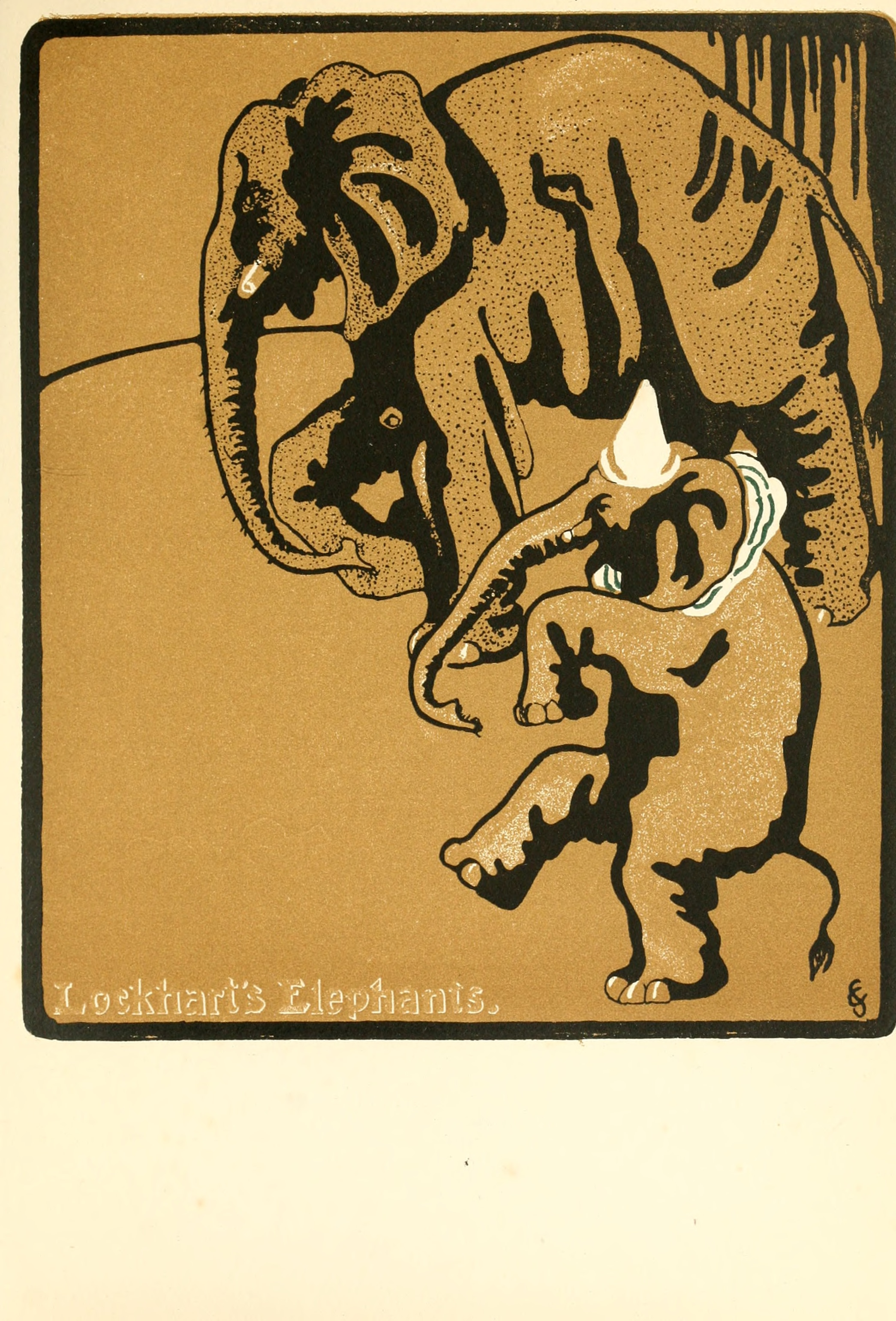
Lockhart's Elephants, illustration (1899)

Né dans une famille d'artistes de cirque, il est célèbre pour ses nombreuses tournées dans toute l'Europe et les États-Unis. Son père est un clown sur échasses et sa mère est la sœur des fondateurs du cirque Pinder.
Il travaille de 1896 à 1901 pour la Cirque Ringling Brothers.
Jules Verne le mentionne dans son roman Mirifiques aventures de maître Antifer (partie 2, chapitre VIII).